# 达西·汤普森
达西·汤普森（英語：D'Arcy Wentworth Thompson，1860年5月2日—1948年6月21日）是一位英国苏格兰数学家、生物学家和古典學家，是數理生物學的早期先驱之一，主要作品有《生长和形态》（On Growth and Form）等。